# 山田幸夫
山田 幸夫（やまだ ゆきお、1947年 - ）は、日本の建築家、実業家。

## 経歴
1947年 愛知県名古屋市に出生。 明治大学工学部建築学科に進学し、在学中は黒川紀章建築都市設計事務所にて長期インターンを経験。1970年に卒業し、久米建築事務所（久米設計）に入社。入社後は建築設計業務に従事。劇場、ホテル、市庁舎、マンション、都市開発など100件以上のプロジェクトに参画し、日本建築学会賞（業績賞）、建設業協会賞（BCS賞）、公共建築賞など多数の建築賞を受賞。トップ建築デザイナーとなる。
設計部長、取締役プロジェクト設計部統括部長、取締役常務執行役員プロジェクト開発本部本部長、取締役専務執行役員 設計本部本部長などを歴任。この間、1998年に初代PM（プロジェクトマネジメント）センターを、2002年にはプロジェクト開発本部を創設。建築設計事務所の領域を越えて、不動産要素、事業企画を加えた、初動期の開発プロデュース領域を開拓。2005年、専務取締役、設計本部長を経て、2007年8月 代表取締役社長に就任。10年後の2017年8月、代表取締役会長CEOに就任。2020年に退任。2021年6月、株式会社クリエイト開発プロデュースを起業。都市と建築設計の川上で新領域を開拓している。

## 主な作品
- 中央大学 多摩キャンパス
- 豊川市、西尾市、関市、上越市 市民会館
- 三郷市庁舎、太田市庁舎、瀬戸市庁舎
- 広島サンプラザ（ホテル、アリーナ）
- タイ国 社会教育文化会館
- ニッセイ浦安総合研修所
- 河口湖FITリゾートクラブ
- さいたまけやき広場ショッピング
- 韓国ロッテ釜山ホテル、タワー、百貨店
- 長崎原爆資料館
- 東京ロッテワールドテーマパーク（計画）
- 戸板女子中高 世田谷キャンパス
- 戸板女子短大 三田キャンパス
- 霞が関コモンゲート中央合同庁舎
- 新宿富久クロス（市街地再開発）
- ハノイエコパークレジデンシャル
- 赤坂サカス（総括）
- 参議院議員会館（総括）
- アパ横浜ベイタワーホテル
- 神戸阪急駅ビル
- 逗子マリーナ マリブホテル
- フォーシーズンズホテル京都
- 虎ノ門ヒルズ（レジデンス、ステーションタワー総括）

## 掲載メディア
建設工業新聞　2021年10月22日「新時代の魅力ある企画・提案へ－クリエイト開発プロデュース 山田幸夫社長に聞く」
建設通信新聞　2021年8月24日「さいたま市 清水 勇人 市長に聞く/大宮再整備を国内外のモデルへ」